# Sae Nanjo
Sae Nanjo –en japonés: 南條早映, Nanjo Sae– (15 de julio de 1999) es una deportista japonesa que compite en lucha libre. Ganó una medalla de bronce en el Campeonato Mundial de Lucha de 2021 y una medalla de oro en el Campeonato Asiático de Lucha de 2017.

## Palmarés internacional
| Campeonato Mundial  | Campeonato Mundial  | Campeonato Mundial | Campeonato Mundial |
| Año                 | Lugar               | Medalla            | Categoría          |
| ------------------- | ------------------- | ------------------ | ------------------ |
| 2021                | Oslo (Noruega)      | Medalla de bronce  | 57 kg              |
| Campeonato Asiático |                     |                    |                    |
| Año                 | Lugar               | Medalla            | Categoría          |
| 2017                | Nueva Delhi (India) | Medalla de oro     | 55 kg              |